# Protostègids
Els protostègids (Protostegidae) són una família extinta de tortugues marines que visqueren durant l'era Cretaci. La família inclou algunes de les tortugues de mar més grans que han existit. La més gran Archelon, tenia un cap d'un metre de llarg. Com la majoria de les tortugues de mar, tenien el cos pla i aletes en les extremitats davanteres. Els Protostegidiae tenien una closca reduïda en forma similar a la tortuga llaüt actual.

## Descripció
Com algunes de les primeres tortugues marines, els protostegids van establir el pla corporal per a les futures espècies de tortugues marines. Tenien un pla deprimit, amb quatre extremitats, una cua curta i un cap gran a l'extrem d'un coll relativament curt. Com altres tortugues marines, posseïen apèndixs davanters semblants a rems especialment evolucionats per nedar a l'oceà obert. De manera semblant als Dermochelyidae encara existents, i possiblement estretament relacionats, els protostegids posseïen exoesquelets extremadament reduïts. Alguns exemplars tenien protuberàncies esquelètiques de les costelles que gairebé embolcallaven els seus cossos en lloc d'una closca completa. Com les tortugues marines modernes, els protostegids tenien un bec afilat. Una de les característiques definitòries dels membres de la família eren els seus caps gairebé desproporcionadament grans. Concretament, s'han trobat alguns exemplars d'Archelon amb caps d'un metre de llarg. A més, els membres de la família també tenien plastrons una mica reduïts.
Una espècie de Santanachelys gaffneyi, va aparèixer per primera vegada durant el Cretaci inferior. Com a tortuga marina primerenca, Santanachelys tenia diverses característiques no especialitzades, com els dígits distingibles als seus braços semblants a una aleta. Les aletes dels familiars posteriors es van fusionar completament per a una natació més eficient. Com amb la majoria de la gran fauna de l'època, els Protostegidae es van extingir durant els esdeveniments d'extinció del Cretaci-Paleogen que van portar a l'extinció dels dinosaures.